# André Almeida (cyclisme)
Pour le joueur de football portugais, voir André Almeida. Pour les homonymes, voir Almeida.
de Souza Almeida est un nom portugais ; le premier nom de famille (d'usage facultatif) est de Souza et le second est Almeida.
André de Souza Almeida, né le 16 décembre 1992 à Florianópolis, est un coureur cycliste brésilien.

## Biographie
Le 12 juillet 2018, il est provisoirement suspendu en raison d'un taux d'hémoglobine dans son passeport biologique qui était trop faible en 2016. En décembre 2018, il est suspendu quatre ans jusqu'au 30 janvier 2022.

## Palmarès et résultats

### Palmarès par année
- 2012
  - 3e du championnat du Brésil sur route espoirs
- 2013
  -  Champion du Brésil du contre-la-montre espoirs
  - 2e du championnat du Brésil sur route espoirs
- 2014
  - 2e du Tour de l'intérieur de Sao Paulo
  - 2e du championnat du Brésil sur route espoirs

### Classements mondiaux
| Année            | 2012 | 2013 | 2014 | 2015 |
| ---------------- | ---- | ---- | ---- | ---- |
| UCI America Tour | 315e |      | 185e | 335e |